# Wilhelm Marinelli
Wilhelm Marinelli (* 26. November 1894 in Wien; † 16. April 1973 in Wien; eigentlich Wilhelm von Marinelli) war ein österreichischer Zoologe, Anatom und Volksbildner.

## Leben
Wilhelm Marinelli war Sohn eines Offiziers der k.u.k. Armee und Bank-Prokuristen; sein Urgroßvater war der Theaterdirektor und -dichter Karl von Marinelli.
Nach dem Ersten Weltkrieg („im Felde“, danach fast ein Jahr in italienischer Gefangenschaft) nahm Marinelli sein Zoologie- und Botanik-Studium in Wien bei Berthold Hatschek und Carl Grobben wieder auf und schrieb 1923 seine Dissertation über Rotatorien-Eientwicklung. Dann wandte er sich endgültig der vergleichenden Wirbeltier-Anatomie zu. Ausschlaggebend dafür waren wohl Vorlesungen des Paläobiologen Othenio Abel, der als Erster über Fossilien systematische Überlegungen anstellte, wie ein Tier von bestimmtem Körperbau denn gelebt haben könnte. (Die Flügel der Flugechsen, Pterosauria, wurden vorher etwa eher als Fangschirme zum Nahrungserwerb angesehen.) Die idealistische Morphologie (Carl Gegenbaur) hatte es zuvor abgelehnt, mit derlei Fragen sich überhaupt zu befassen und sie allenfalls den Physiologen überlassen wollen, um nicht von der „reinen Lehre“ abgezogen zu werden.
Die erste größere Publikation Marinellis (über den Schädel des Höhlenbären, 1929) machte Furore. Marinelli wurde dabei insbesondere von dem bekannten Vertebraten-Anatomen Jan Versluys (1873–1939) gefördert, der damals ebenfalls in Wien lehrte. Abel, Versluys und Marinelli dürfen somit als Begründer der funktionellen Anatomie gelten. 1930 habilitierte sich Marinelli – nach längerem Studienaufenthalt in den USA (Rockefeller-Stipendium) – an der Universität Wien.
Noch mehr Aufsehen in der Fachwelt erregten zwei kurze Beiträge über „allgemeine Probleme“ des Wirbeltier-Kopfes und über den Vogelschädel (1937) im Handbuch der vergleichenden Anatomie der Wirbeltiere. 1942 und 1946 wurde Marinelli Ordinarius; in der Zwischenzeit nahm er in der Luftwaffe neuerlich am Krieg teil. 1948 publizierte er eine weitere richtungsweisende Arbeit in der Österreichischen Zoologischen Zeitschrift, der Schultergürtel der Vertebraten wird darin primär als hintere Stütze der Kiemenhöhle gesehen, als Träger der Vorderextremitäten diene er bloß sekundär.
1952 bekam er sein eigenes Institut an der Seite von Wilhelm Kühnelt. In seiner Wissenschafts-Politik ging er mitunter sehr eigenwillig vor. 1953 begann er mit seiner Assistentin Anneliese Strenger (1913–1984) an seinem Opus magnum zu arbeiten: der Vergleichenden Anatomie und Morphologie der Wirbeltiere.
Daneben war Marinelli in Wien in zahlreichen Gremien tätig. Er war unter anderem seit 1952 korrespondierendes Mitglied der Österreichischen Akademie der Wissenschaften (ÖAW), Mitbegründer des „Notrings“ der wissenschaftlichen Verbände Österreichs, Präsident des Wiener Tierschutzvereins, leitendes Mitglied des Wiener Instituts für Wissenschaft und Kunst, Vorsitzender der Volkshochschule Ottakring (Wien), wo er oft populäre Vorträge hielt, Vorstand des Instituts für Leibesübungen der Universität Wien und anderen mehr. Es konnte so nicht ausbleiben, dass er viele Ehrungen vorzunehmen hatte und selber empfing. Dabei geriet aber die Arbeit am Morphologie-Kompendium ins Hintertreffen,  jedenfalls mehr, als er es gewünscht und geplant hatte. 1954 erschien der Text zu Lampetra, 1956 Myxine und 1959 Squalus. Im Herbst 1959 hielt sich Marinelli etliche Wochen in China auf. Ihm machten zunehmend Bandscheiben-Probleme zu schaffen. Trotz orthopädischer Maßnahmen wäre er ohne die Hilfe Frau Prof. Anneliese Strengers kaum mehr in der Lage gewesen, die anatomischen Präparationen zu seinem Werk vorzunehmen.
1967 wurde Marinelli emeritiert und wollte sich nun ganz seiner Morphologie widmen. 1973 war der Text zu Acipenser gerade im Druck, als Marinelli bei einem an sich trivialen Spitals-Aufenthalt überraschend an Herzversagen starb (16. April 1973). Er wurde auf dem Oberen Stadtfriedhof in Klosterneuburg bestattet. Mit Gattin Martha (Stadler) hatte Marinelli zwei Söhne.

## Kritik und Würdigung
Man hat Marinelli vorgeworfen, sein Versprechen einer vergleichend-funktionellen Anatomie der Wirbeltiere nicht eingelöst zu haben, denn die Texte (1954–1973) enthielten (fast) nur Deskriptives, und selbst hierbei (fast) nur ältere Literatur. Aber Marinelli wollte die funktionellen Zusammenhänge ja erst in einem zweiten Band zusammengefasst darstellen. (Dabei hätte sich allerdings herausstellen müssen, dass dieser Goethe-Verehrer noch immer Vitalist war – sein Interesse an den theoretischen Grundlagen der Morphologie war erstaunlich gering. Dass Morphologie einen eigenen Denkstil bedingt, der abhandenzukommen droht, stellte insbesondere Marinellis Schüler Rupert Riedl in seinem nachgelassenen Werk Der Verlust der Morphologie dar.) Unbestritten ist freilich die Brauchbarkeit des schon Vorhandenen in den hervorragenden grafischen Darstellungen der Präparations-Schritte aus der Hand der wissenschaftlichen Grafikerin Maria Mizzaro-Wimmer (Wien).
Obwohl Marinelli von dem 1953 angekündigten „Band II“ offensichtlich nichts hinterlassen hat (er ließ in seiner Vorlesung immer ein Band mitlaufen, weil er „die besten Ideen stets beim Vortrage habe“ – er war eben überzeugter Intuitionist), führen seine Schüler das Werk fort – schon wegen der (ja längst vorhandenen) Grafiken zu den textlich noch ausstehenden etwa sechs Anatomie-Objekten (Salamander usw.).
Namhafte Gelehrte, die sich zu Marinelli als ihrem Lehrer bekennen, sind unter anderem Konrad Lorenz, Otto Koenig, Irenäus Eibl-Eibesfeldt, Antal Festetics, Hans Hass, Rupert Riedl, Wolfgang Schleidt, Friedrich Schaller, Erich Thenius und Reinhard Rieger.

## Auszeichnungen
- 1949: Preis der Stadt Wien für Volksbildung

## Schriften
- Wilhelm Marinelli: Die Abstammung des Menschen. Kritik und Versuch. Hollinek, Wien 1948, DNB 453219713.
- Wilhelm Marinelli, Anneliese Strenger: Vergleichende Anatomie und Morphologie der Wirbeltiere. Band 1, Lfg. 1: Lampetra fluviatilis (L.). Deuticke, Wien 1954 (Vorwort (1953)).
  - Wilhelm Marinelli, Anneliese Strenger: Vergleichende Anatomie und Morphologie der Wirbeltiere. Band 1, Lfg. 2: Myxine glutinosa L.. Deuticke, Wien 1956.
  - Wilhelm Marinelli, Anneliese Strenger: Vergleichende Anatomie und Morphologie der Wirbeltiere. Band 1, Lfg. 3: Squalus acanthias L., Superklasse: Gnathostomata (Kiefermäuler). Klasse: Chondrichthyes (Knorpelfische). Deuticke, Wien 1959.
  - Wilhelm Marinelli, Anneliese Strenger: Vergleichende Anatomie und Morphologie der Wirbeltiere. Band 1, Lfg. 4: Acipenser ruthenus L., Superklasse: Gnathostomata (Kiefermäuler). Klasse; Osteichthyes (Knochen- bzw. Kiemendeckelfische). Franz Deuticke, Wien 1973, ISBN 3-7005-4397-2.
- Wilhelm Marinelli, W. Klausewitz u. a.: Das Tier. Zweiter Teil. Die Stämme des Tierreichs. In: Fritz Gessner (Hrsg.): Handbuch der Biologie, begründet von Dr. Ludwig von Bertalanffy. Band VI/2. Akademische Verlagsgesellschaft Athenaion, Konstanz 1965, DNB 456879730.